# Castillo del Buen Amor (Salamanca)
El castillo de Villanueva del Cañedo (también conocido como castillo del Buen Amor) se localiza en el término municipal de Topas, en el lugar conocido como Villanueva de Cañedo, localidad hoy desaparecida, en la provincia de Salamanca (España). Es un castillo de estilo renacentista y que al parecer contiene restos del siglo XI, pero la construcción actual data del siglo XV.

## Historia

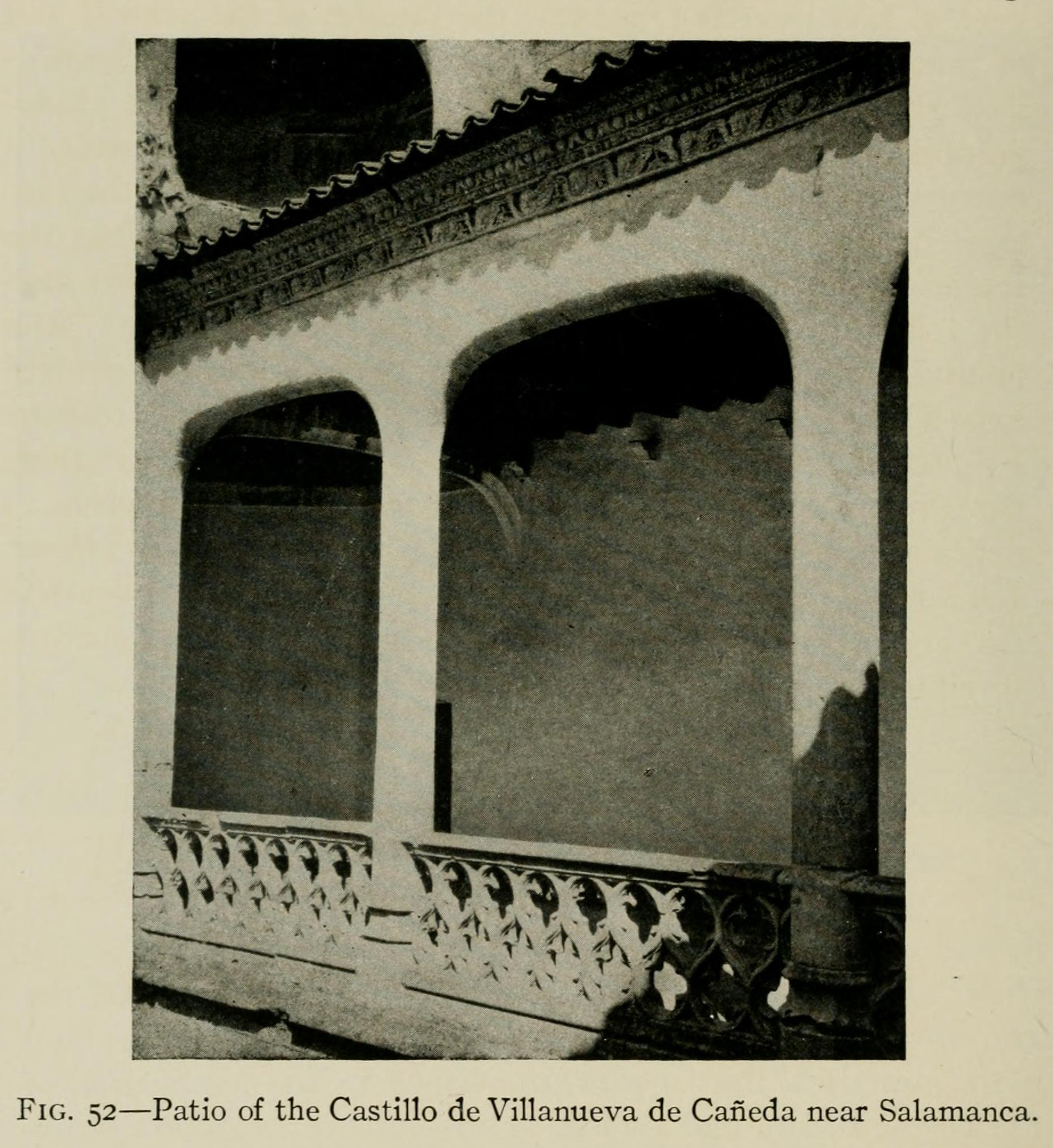
Patio del castillo

Su construcción fue autorizada por Juan II por iniciativa de la Casa de Alba. El castillo fue construido sobre los restos de un castillo anterior del siglo XI, y del que se conserva todavía el sótano. En 1475 se entrega esta localidad con su castillo a los Reyes Católicos, llegando a albergar a Fernando II de Aragón en su camino hacia la batalla de Toro, durante la guerra contra Juana la Beltraneja. En 1476 es cedido al mariscal de Castilla Alfonso de Valencia y Bracamonte, y al año siguiente, en 1477, el castillo pasó a ser propiedad de Alonso Ulloa de Fonseca Quijada, obispo de Ávila (es muy habitual confundir este obispo con otros familiares del mismo nombre, Alonso de Fonseca, más importantes porque fueron arzobispos).
Fonseca reconstruyó el castillo convirtiéndolo en un palacio con trazas renacentistas y lo hizo su residencia habitual, que compartió con su amante Teresa de las Cuevas. La constancia del obispo en el amor hizo que fuera conocido como Castillo del Buen Amor.
Felipe II creó en torno al castillo el condado de Villanueva de Cañedo para Antonio de Fonseca Enríquez, descendiente del obispo Alonso Ulloa de Fonseca Quijada. El castillo fue propiedad de los condes, hasta José Isidro Osorio y Silva-Bazán, el conocido Duque de Sesto y además X conde de Villanueva de Cañedo, que tuvo que venderlo a principios del siglo XX. Desde entonces perteneció a Ricardo Soriano Scholtz von Hermensdorff (marqués de Ivanrey), quien lo vendió al ganadero Tabernero de Paz; éste a su vez lo enajenó en 1958 a sus actuales propietarios.

## Uso actual
El castillo fue declarado Monumento Nacional en 1931. Entre 1958 y 1960 fue restaurado por sus actuales propietarios, la familia Fernández de Trocóniz, la cual ha convertido al castillo, desde el 18 de julio de 2003, en un hotel con 41 habitaciones de lujo.